# موقعة الجسر
مَعرَكة الجِسر  كانت موقعة الجسر في 23 شعبان 13 هـ، بين جيش المسلمين بقيادة أبو عبيد بن مسعود الثقفي والإمبراطورية الفارسية.
وكان «أبو عبيد بن مسعود الثقفي» قد وصل إلى العراق في 3 شعبان، وكانت أولي حروبه النمارق في 8 شعبان، ثم السقاطية في 12 شعبان، ثم باقسياثا في 17 شعبان، ثم هذه الموقعة في 23 شعبان، فخلال عشرين يومًا من وصول أبي عبيد بجيشه انتصر المسلمون في ثلاث معارك، وهُزموا في معركة واحدة هي معركة الجسر  قضت علي نصف الجيش، ومن بقي فرَّ، بعد مقتل قائدهم أبوعبيد في هذه المعركة.
واستلم المثنى بن حارثة الشيباني قيادة الجند، ولم يبق مع المثني غير ألفين من المقاتلين.
أرسل المثني بالخبر إلى المدينة مع عبد الله بن زيد، وعندما يصل إلى المدينة يجد عمر بن الخطاب علي المنبر فَيُسِر إليه بالأمر نظرًا لصعوبته علي المسلمين، فيبكي عمر علي المنبر، وكان لا بد أن يعلم المسلمون حتي يستنفر الناس للخروج مرة أخرى لمساعدة بقايا الجيش الموجودة في العراق، وبعد أن يبكي يقول: «"رَحِمَ الله أبا عبید! لو لم یستقتل وانسحب لكُنَّا له فئة، ولكن قدَّر الله وما شاء فعل"». ويأتي بعد ذلك إلى المدينة الفارون والهاربون من المعركة يبكون أشد البكاء، يقولون: «"كیف نهرب؟! وكیف نفر؟!"»
وكان هذا الأمر يمثِّل للمسلمين الخزي والعار، ولم يتعودوا قبل ذلك علي الفرار من أعدائهم، لكن عمر بن الخطاب يطمئنهم ويقول لهم: «"إنني لكم فئة، ولا یُعَدُّ هذا الأمر فرارًا"».
وظل يحمسهم ويحفزهم، وكان معهم معاذ القارئ وكان أحد مَن فرُّوا، وكان يَؤُمُّ المسلمين في التراويح، فكان كلما قرأ آيات الفرار من الزحف يبكي وهو يصلي، فيطمئنه عمر، ويقول له: «" إنك لست من أهل هذه الآیة"».
وقد استُشهِد من المسلمين في هذه المعركة «معركة الجسر» أربعة آلاف شهيد.

## بهمن جاذويه يقود الجيوش
بعد أن انتصر المسلمون في معركة النمارق، انتصروا أيضًا في موقعة السقاطية على (نورسي)، وكان قد ثار في تلك المنطقة وهو من الفرس أيضًا، وكان رستم قد أرسله، ولكن أبا عبيد لم يمهله وتوجه إليه وانتصر عليه في 12 شعبان سنة 13 هـ، وبعدها بخمسة أيام تقدم أبو عبيد إلى «باقسياثا» بالقرب من بابل وانتصر على الجيوش الفارسية بقيادة الجالينوس وهو من كبار قادة الفرس، ثم انسحب أبو عبيد بن مسعود الثقفي بجيشه إلى الحيرة، وأخذ يدبر الأمر ويوزع الحاميات، واتخذ الحيرة مركزًا له.
تعجب رستم كثيرًا وأصابته الحيرة والدهشة مما يحدث، إذ كيف ينتصر هؤلاء بعد غياب خالد بن الوليد ومعه نصف الجيش؟! ينتصرون على الفرس في ثلاث مواقع متتالية في تسعة أيام؛ فقال رستم: «"مَنْ أشدُّ الفُرْسِ على العرب؟"»
فقالوا له: «"بهمن جاذويه"». وكان أحد كبار قادة الفرس، ولم يشترك في الحروب مع المسلمين حتى هذه اللحظة.
فقال رستم: «" إذن فهو القائد"».
وبذلك أعطى رستم إمرة الجيوش الفارسية لـ «بهمن جاذويه» وأخرجه مع جيش كبير يزيد على 70 ألف فارسي، وأرسل مع هذا الجيش أكثر من عشرة أفيال. ونحن نعرف ما كان يثيره فيل واحد في صفوف المسلمين من فزع وهلع؛ لأن الخيول لا تجرؤ على مواجهة الأفيال، فكانت تحدث ارتباكًا داخل صفوف الجيش المسلم، فما بالنا بعشرة أفيال؟ وأعطى رستم لـ «بهمن جاذويه» أيضًا راية الفرس العظمى وكانت تُسمى «دارفن كابيان»، وكانت هذه الراية لا تخرج إلا مع الملوك، ولكنه أخرجها معه تشريفًا لهذا الجيش وتشجيعًا له على حرب المسلمين، وكان كسرى فارس في هذه اللحظة «بوران بنت كسرى» وكانت من أحكم سيدات فارس، ولم يكن عندهم حينئذ رجل من آل ساسان يُوكِلون إليه مُلك فارس، وكان «شيرويه» قد قتل كل رجال آل ساسان ليستأثر هو بالحكم، ولكنه قُتِل أيضًا، وآل المُلك إلى تلك المرأة بعد ذلك.
توجّه الجيش الفارسي بهذه الجموع الجرارة لقتال المسلمين، وعلم أبو عبيد بذلك فتوجه بجيشه إلى منطقة في شمال الحيرة تسمى «قِسّ النَّاطِف»، وعسكر بجيشه في هذه المنطقة انتظارًا لقدوم جيش الفرس. وقَدِمَ الفُرسُ، ووقفوا على الجانب الآخر من نهر الفرات، فالمسلمون على الناحية الغربية، والفرس على الناحية الشرقية بقيادة بهمن جاذويه، وكان بين الشاطئين جسرٌ عائم أقامه الفرس في هذه الآونة للحرب -وكان الفرس مهرة في بناء هذه الجسور- وأرسل بهمن جاذويه رسولاً إلى الجيش الإسلامي يقول له: «"إما أن نعبر إليكم، وإما أن تعبروا إلينا"».

## أبو عبيد يخالف نصيحة عمر
ونذكر نصيحة عمر بن الخطاب إلى أبي عبيد قبل أن يخرج إلى القتال قال له: «"لا تُفشِينَّ لك سرًا؛ لأنك مالكٌ أمرك حتى يخرج سِرُّك من بين جنبيك، ولا تحدِثَنَّ أمرًا حتى تستشير أصحاب رسول الله"». وأوصاه خاصة بسعد بن عبيد الأنصاري وسليط بن قيس من الصحابة الكرام م جميعًا، وأخطأ أبو عبيد الخطأ الأول فأخذ يناقش أصحابه ويشاورهم أمام رسول الفرس، وهذا إفشاء للسر، ولأمور التنظيم الحربي، وأخذته الحميَّة عندما وصلته الرسالة؛ وقال: «"والله لا أتركهم يعبرون ويقولون: إنا جَبُنَّا عن لقائهم"». واجتمع الصحابة على عدم العبور إليهم: «"وقالوا له:كيف تعبر إليهم وتقطع على نفسك خط الرجعة، فيكون الفرات من خلفك؟!"» وقد كان المسلمون وأهل الجزيرة العربية يجيدون الحرب في الصحراء، ودائمًا كان المسلمون يجعلون لأنفسهم خط رجعة في الصحراء، وإذا حدثت هزيمة يستطيع الجيش أن يرجع إلى الصحراء ولا يهلك بكامله، ولكن أبا عبيد أصرَّ على رأيه بالعبور، وذكّره أصحابه بقول عمر بن الخطاب: «"أنِ اسْتشر أصحاب رسول الله؛ فقال: والله لا نكون عندهم جبناء"». وهذا كله يحدث أمام رسول الفرس، الذي استغل الفرصة ليثير حميَّة أبي عبيد، فقال: «"إنهم يقولون إنكم جبناء ولن تعبروا لنا أبدًا. فقال أبو عبيد: إذن نعبر إليهم"». وسمع الجنود وأطاعوا وبدأ الجيش الإسلامي يعبر هذا الجسر الضيِّق للوصول للناحية الأخرى التي يوجد بها الجيش الفارسي.
ونلاحظ في هذا الموقف أن الجيش الإسلامي يدخل في منطقة محصورة بين نهر يُسمى النيل -وهو نهر صغير وأحد روافد نهر الفرات- ونهر الفرات، وكلا النهرين يمتلئ بالمياه، والجيش الفارسي يغلق باقي المنطقة، فلو دخل المسلمون هذا المكان فليس أمامهم إلا القتال مع الجيش الفارسي، والفرس يدركون أهمية هذا الموقع جيدًا، فأخلوا مكانًا ضيقًا ليعبر المسلمون إليهم، ويتكدس الجيش الإسلامي في منطقة صغيرة جدًا، ويرى المثنى بن حارثة ذلك ويعيد النصيحة لأبي عبيد قائلاً له: «"إنما تلقي بنا إلى الهَلَكَة"». ويصرُّ أبو عبيد على رأيه.
وعبر الجيش الإسلامي بالفعل إلى هذه المنطقة، وكان مع الفرس كما ذكرنا عشرة أفيال منها الفيل الأبيض، وهو أشهر وأعظم أفيال فارس في الحرب، وتتبعه كل الفيلة إن أقدم أقدموا وإن أحجم أحجموا، وتقدمت الجيوش الفارسية يتقدمها الفيلة إلى الجيش الإسلامي المحصور بين نهري الفرات ورافده نهر النيل، وتراجعت القوات الإسلامية تدريجيًا أمام الأفيال، ولكن خلفهم نهرين فاضطروا للوقوف انتظارًا لهجوم الفيلة وقتالها، وكانت شجاعة المسلمين وقوتهم فائقة ودخلوا في القتال، ولكن الخيول بمجرد أن رأت الأفيال فزعت وهربت، وكانت سببًا في إعاقة إقدام المسلمين على القتال، وعادت الخيول إلى الوراء وداهمت مشاة المسلمين، ولم تفلح محاولات المسلمين لإجبار الخيول على الإقدام لعدم تمرُّسها على مواجهة الأفيال، وفي هذه اللحظة -وبعد أن أخطأ أبو عبيد في إفشاء السر أمام رسول الفرس، وأخطأ في العبور مخالفًا مشورة أصحاب رسول الله، وأخطأ باختياره هذا المكان للمعركة- كان لا بد عليه أن ينسحب بجيشه سريعًا من أرض المعركة، كما فعل خالد بن الوليد في معركة المذار عندما علم أنه سيكون محاطًا بجيش من الجنوب، انسحب سريعًا بجيشه حتى يقابل جيش الأندرزغر في الولجة.

## القتال حتى النهاية
لكن أبا عبيد استقتل وقال: «"لأقاتلنَّ حتى النهاية"». وإن كانت هذه شجاعة فائقة منه، فإن الحروب كما تقوم على الشجاعة لا بد أن يكون هناك حكمة في التعامل مع الحدث. وبدأت أفيال الفُرس تهاجم المسلمين بضراوة، وأمر أبو عبيد أن يتخلَّى المسلمون عن الخيول ويحاربوا الفُرس جميعًا وهم مشاة، وفقد المسلمون بذلك سلاح الخيول وأصبحوا جميعًا مشاة أمام قوات فارسية مجهزة بالخيول والأفيال، واشتد وَطِيسُ الحرب ولم يتوانَ المسلمون عن القتال، وتقدم أبو عبيد وقال: «"دُلُّوني على مقتل الفيل"». كما قال من قبل المثنى بن حارثة، فقيل له: «"يُقتَلُ من خرطومه"». فتقدم ناحية الفيل الأبيض بمفرده، فقالوا له: «"يا أبا عبيد، إنما تلقي بنفسك إلى التهلكة وأنت الأمير"». فقال: «"والله لا أتركه إما يقتلني وإما أقتله"». وتوجه ناحية الفيل وقطع أحزمته التي يُحمل فوقها قائدُ الفيل، ووقع قائد الفيل وقتله أبو عبيد بن مسعود، ولكن الفيل لا يزال حيًا، وهو مُدَرَّب تدريبًا جيدًا على القتال، وأخذ أبو عبيد يقاتل هذا الفيل العظيم ويقف الفيل على قدميه الخلفيتين ويرفع قدميه الأماميتين في وجه أبي عبيد، ولكنَّ أبا عبيد لم يتوانَ عن محاربته ومحاولة قتله، وعندما شَعَر بصعوبة الأمر أوصى من حوله: «" إن أنا مِتُّ، فإمرة الجيش لفلان ثم لفلان ثم لفلان؛ ويعدد أسماء من يخلفونه في قيادة الجيش"».
وهذا أيضًا من أخطاء أبي عبيد؛ لأن أمير الجيش يجب أن يحافظ على نفسه، ليس حبًا في الحياة ولكن حرصًا على جيشه وجنده في تلك الظروف، وليس الأمر شجاعة فحسب، ولأنه بمقتل الأمير تنهار معنويات الجيش، وتختل الكثير من موازينه. ومن الأخطاء أيضًا أن أبا عبيد أوصى بإمرة الجيش بعده لسبعة من ثقيف منهم ابنه وأخوه والثامن المثنى بن حارثة، وكان الأَوْلى أن يكون الأمير بعده مباشرة المثنى أو سليط بن قيس، كما أوصاه عمر بن الخطاب.

## مقتل أبي عبيد وتولِّي المثنى
واصل أبو عبيد قتاله مع الفيل ويحاول قطع خرطومه، لكن الفيل يعاجله بضربة فوقع على الأرض، وهجم عليه الفيل وداسه بأقدامه الأماميتين فمزِّقهُ أشلاءً، وكان موقفًا صعبًا على المسلمين حينما رؤوا قائدهم يُقتَل هذه القتلة البشعة. وتولى إمرة الجيش بعده مباشرة أول السبعة ويحمل على الفُرس ويستقتل ويقتل، وكذا الثاني والثالث وهكذا، وقد قتل في هذه المعركة ثلاثة من أبناء أبي عبيد بن مسعود الثقفي كان أحدهم أميرًا على الجيش، وقتل كذلك أخوه الحكم بن مسعود الثقفي وكان أحد الأمراء على الجيش بعد مقتل أبي عبيد، وأتت الإمرة لالمثنى بن حارثة والأمر كما نرى في غاية الصعوبة، والفُرس في شدة هجومهم على المسلمين، ويصف الأغر العجلي -وهو أحد صحابة النبي الذين حضروا الموقعة- فيقول: «"وخرق الفُرس المسلمين بالنشاب (الرماح)، وعضَّ المسلمين الألَمُ"».
وفي هذه اللحظة بدأ بعض المسلمين في الفرار عن طريق الجسر إلى الناحية الأخرى من الفرات ولكن أخطأ أحد المسلمين خطأً جسيمًا آخر، فذهب عبد الله بن مرثد الثقفي وقطع الجسر بسيفه، قائلاً: «"والله لا يفِرُّ المسلمون من المعركة؛ فقاتلوا حتى تموتوا على ما مات عليه أميركم"».
فاستأنف الفرس القتال مع المسلمين، ويزداد الموقف صعوبة واؤتَى بالرجل الذي قطع الجسر إلى قائد الجيش المثنى بن حارثة، فضربه المثنى، ويقول له: «" ماذا فعلت بالمسلمين؟ فقال: إني أردت ألا يفرَّ أحد من المعركة. فقال له: إن هذا ليس بفرار"».

## انسحاب منظم عبر الجسر
بدأ المثنى بقيادة حركة الجيش المسلم المتبقي بعد الهجمات الفارسية القاسية والشديدة، وذكر انه قال لجيشه محمِّسًا لهم: «"يا عباد الله، إما النصر وإما الجنة"». ثم نادى على المسلمين في الناحية الأخرى أن يصلحوا الجسر ما استطاعوا، وكان مع المسلمين بعض الفرس الذين كانوا قد أسلموا وكانوا ذوي قدرة على إصلاح الجسور، فبدءوا يصلحون الجسر من جديد، وبدأ المثنى يقود إحدى العمليات الصعبة، وهي عملية انسحاب في هذا المكان الضيِّق أمام القوات الفارسية، فأرسل إلى أشجع المسلمين واستنفرهم ولم يستكرههم، وقال: «"يقف أشجع المسلمين على الجسر لحمايته"». فتقدَّم لحماية الجسر عاصم بن عمرو التميمي وسليط بن قيس صحابي رسول الله وسيدنا المثنى بن حارثة على رأسهم، ووقف كل هؤلاء ليقوموا بحماية الجيش أثناء العبور، ويحموا الجسر لئلا يقطعه أحد من الفرس، ويقول المثنى بن حارثة للجيش في هدوء غريب: «"أعبروا على هيِنتِكم ولا تفزعوا؛ فإنا نقف من دونكم، والله لا نزايل (لا نترك هذا المكان) حتى يعبر آخرُكم"». ويبدأ المسلمون في الانسحاب واحدًا تلوَ الآخر ويقاتلون حتى آخر لحظة، وتكسو الدماء كل شيء وتكثر جثث المسلمين ما بين قتيل وغريق في النهرين، ويكون آخر شهداء المسلمين على الجسر هو سويد بن قيس أحد صحابة النبي، وآخر من عبر الجسر هو المثنى بن حارثة، فقد ظل يقاتل حتى اللحظة الأخيرة ويرجع بظهره والفُرس من أمامه، وبمجرد عبوره الجسر قطعه على الفُرس، ولم يستطع الفرس العبور إلى المسلمين، وعاد المسلمون أدراجهم ووصلوا إلى الشاطئ الغربي من نهر الفرات قبل غروب الشمس بقليل. وكما نعرف فالفرس لم يكونوا يقاتلون بالليل؛ لذا تركوا المسلمين، وكانت فرصة للجيش الإسلامي لكي ينجو منسحبًا إلى عمق الصحراء؛ لأنه لو ظل في مكانه لعبر إليه الجيش الفارسي في الصباح وقضى على من تبقى منه.
في هذا الوقت كان قد فَرَّ من المسلمين ألفانِ (2000)، ومنهم من قد وصل في فراره إلى المدينة، وقتل من المسلمين في هذه الموقعة (4000)أربعة آلاف، وكان قد اشترك فيها (8000) ثمانية آلاف قُتِلَ منهم أربعة آلاف ما بين صريع في القتال وغريق في النهر، ومن هؤلاء الآلاف الأربعة غَالِبُ أهل ثقيف، والكثير ممن شهد بدرًا وأُحُدًا والمشاهد مع رسول الله، وكان الأمر شديدًا على المسلمين، وقد تمكن المثنى بن حارثة من استدراك الأمر في النهاية فما كان لمن نجا أن ينجو من هذه المصيدة المحكمة التي أعدها الفُرس للمسلمين، وكان المثنى كفاءة حربية منقطعة النظير، وكان أبو عبيد بن مسعود وقد كان أول من أستنفر فخرج للجهاد وفي وجود الكثير من الصحابة، نفر قبلهم وأمر على الجيش، ودخل الحروب في منتهى الشجاعة.